# Barbara Meyer
Barbara Meyer (Stuttgart, 2 de juliol de 1956) és una activista política alemanya. Entre 1985 i 2000 va ser sospitosa d'haver militat a la Fracció de l'Exèrcit Roig (RAF) i, en conseqüència, una de les persones més buscades a la República Federal d'Alemanya.

## Trajectòria
El 1984 va passar a la clandestinitat amb el seu marit Horst Ludwig Meyer. A partir de 1985 se la va buscar, entre altres coses, com a sospitosa de pertinença al grup armat de la RAF. Des de la segona meitat de la dècada de 1980 va viure al Líban, després que se separés de Horst Ludwig Meyer. Més tard va conèixer un home libanès, amb qui va iniciar una relació i va engendrar un fill.
La principal sospita contra ella va ser la relacionada amb l'assassinat del cap de l'empresa de propulsió aeronàutica MTU Ernst Zimmermann per part de la RAF l'1 de febrer de 1985. A més, es tenia una gran sospita que hagués participat en l'atac del 3 de juny de 1985 contra un missatger de diners (intent d'assassinat amb robatori amb força) i en la implicació en un intent de robatori d'explosius el 28 de juliol de 1985, tots dos a Baden-Württemberg. El setembre de 1985, la policia va descobrir un apartament franc de la RAF a Tübingen. Els agents van trobar empremtes dactilars de Barbara i Horst Ludwig Meyer, Christoph Seidler, Wolfgang Grams i Eva Haule, així com documents sobre un cotxe que havia estat utilitzat en el robatori del missatger de diners. Segons les investigacions de l'Oficina Federal de la Policia Criminal, Barbara Meyer va llogar l'apartament amb el nom de «Gabi Krauss». L'any 1985 la Fiscalia federal va emetre una orde de crida i cerca contra Meyer i es va engegar una operació de detenció. La recerca no va tenir èxit i Meyer va desaparèixer sense deixar rastre.
A principis de maig de 1999 es va lliurar a les autoritats de l'ambaixada alemanya a Beirut i va tornar voluntàriament a Alemanya. Anteriorment, a través d'informacions periodístiques s'havia fet públic que, des del punt de vista de l'Oficina Federal de Protecció de la Constitució, hi havia dubtes considerables «sobre si pertanyia realment al grup dels il·legals de la RAF». Després de la seva arribada a l'aeroport de Frankfurt, el 8 de maig de 1999, va ser detinguda després que el jutge instructor del Tribunal Federal de Justícia emetés una nova ordre de detenció. L'11 d'octubre de 1999, a petició del seu advocat defensor, va ser alliberada del règim de presó preventiva a la sucursal de Brühl de la centre penitenciari de Karlsruhe perquè, després que el seu fill comencés l'escola, ja no es va suposar que hi havia cap risc de fugida.
Meyer va negar qualsevol implicació en els crims dels quals se l'acusava. El novembre de 2000 es va suspendre la investigació atès que la seva participació en els presumptes delictes «no es va poder demostrar amb la certesa necessària per presentar càrrecs» i la denúncia de pertinença a la RAF entre 1984 i 1986 havien prescrit.